# 臭常山
臭常山（学名：Orixa japonica），为芸香科臭常山属下的一个种。